# والتر فايفر
والتر فايفر (بالإنجليزية: Waldemar Herbert Pfeiffer)‏ هو مجدف أسترالي، ولد في 15 مايو 1892 في Lobethal ‏ في أستراليا، وتوفي في 11 مايو 1950.

## وصلات خارجية
- والتر فايفر على موقع الاتحاد الدولي للتجديف (الإنجليزية)
- والتر فايفر على موقع أوليمبيديا (الإنجليزية)